# Преслава - Hit Collection MP3
Вижте пояснителната страница за други значения на Преслава.
Преслава – Hit Collection MP3 е първият сборен албум на попфолк певицата Преслава. Издаден е от музикална компания „Пайнер“ на 15 юни 2009 г. Включва всички песни на певицата.

## Песни
1. Зле разпределени
2. Новата ти
3. От добрите момичета
4. Лъжа е
5. Не съм ангел
6. Бързо ли говоря? (дует с Борис Дали)
7. Последен адрес
8. Моят нов любовник (дует с Nadia Zahoor)
9. И когато съмне
10. Дяволско желание
11. Финални думи
12. Силните мъже
13. Нямаш сърце
14. Лъган си и ти
15. 100 причини
16. Мразя те
17. Мъж на хоризонта
18. Водка с утеха
19. Другата
20. Обичам те
21. Горчиви спомени
22. Интрига
23. Лей-лей
24. Още ти пука
25. Безразлична
26. По-добре
27. Предай се на желанието
28. Нищо друго
29. За него не питай
30. Заклевам те
31. Писна ми
32. Пет промила любов
33. Остави ми
34. Не и утре
35. Пак ще ме обичаш
36. Мили мой
37. Не ми говори за любов (дует с DJ Джери)
38. Другата жена
39. Нямам право
40. Горчиви спомени (ремикс)
41. По-влюбена от всякога
42. Точно това искам
43. Обещание
44. Не съм за теб
45. Нощна смяна
46. Предай се на желанието 2
47. Молиш ме (дует с Рашид Ал Рашид)
48. Първа шпага
49. Тази нощ безумна
50. Дума за вярност
51. Завинаги твоя
52. Помниш ли
53. Всичко свърши
54. Раздвоени (дует с Милко Калайджиев)
55. Уморих се